# Rolf Zischeck
Rolf Zischeck (* 22. September 1934; † 26. November 2012 in Stuttgart) war ein deutscher Fußball- und Handballspieler.

## Karriere
Rolf Zischeck spielte Fußball und Handball bei den Stuttgarter Kickers. Für die erste Fußballherrenmannschaft absolvierte er in der 2. Oberliga Süd 9 Spiele und erzielte dabei 6 Tore. Als Handballer war er außerdem für den TSV Zuffenhausen, einem Vorgängerverein des heutigen SSV Zuffenhausen aktiv. Des Weiteren absolvierte er ein Länderspiel für die deutsche Handballnationalmannschaft.